# Cirolana vanhoeffeni
Cirolana vanhoeffeni är en kräftdjursart som beskrevs av Hugo Frederik Nierstrasz 1931. Cirolana vanhoeffeni ingår i släktet Cirolana och familjen Cirolanidae. Inga underarter finns listade i Catalogue of Life.